# Papilio hospiton
Papilio hospiton је врста лептира из породице једрилаца (лат. Papilionidae). 

## Распрострањење
Врста има станиште у Италији и Француској.

## Станиште
Врста Papilio hospiton има станиште на копну.

## Угроженост
Ова врста се сматра угроженом.